# Alexander Blockx
Alexander Blockx (ur. 8 kwietnia 2005 w Antwerpii) – belgijski tenisista.

## Kariera tenisowa
w 2022 zadebiutował w cyklu ITF Men’s Circuit. W tym samym roku zagrał pierwszy mecz w cyklu ATP Tour w turnieju gry podwójnej w parze z Rubenem Bemelmansem.
Startując w rozgrywkach juniorów, Alexander Blockx w 2023 roku zwyciężył w Australian Open w grze pojedynczej chłopców. W finale pokonał Amerykanina Learnera Tiena. W tym samym turnieju dotarł do finału gry podwójnej, grając w parze z João Fonsecą. W finałowym meczu przegrali z Amerykanami Learner Tienem i Cooperem Williamsem.
W rankingu gry pojedynczej najwyżej był na 855. miejscu (29 maja 2023), a w zestawieniu gry podwójnej na 1664. pozycji (22 maja 2023).

### Finały juniorskich turniejów wielkoszlemowych

#### Gra pojedyncza (1–0)
| Końcowy wynik | Nr | Data             | Turniej                    | Nawierzchnia | Przeciwnik   | Wynik finału     |
| ------------- | -- | ---------------- | -------------------------- | ------------ | ------------ | ---------------- |
| Zwycięzca     | 1. | 29 stycznia 2023 | Australian Open, Melbourne | Twarda       | Learner Tien | 6:1, 2:6, 7:6(9) |

#### Gra podwójna (0–1)
| Końcowy wynik | Nr | Data             | Turniej                    | Nawierzchnia | Partner      | Przeciwnicy                  | Wynik finału |
| ------------- | -- | ---------------- | -------------------------- | ------------ | ------------ | ---------------------------- | ------------ |
| Finalista     | 1. | 29 stycznia 2023 | Australian Open, Melbourne | Twarda       | João Fonseca | Learner Tien Cooper Williams | 4:6, 4:6     |